# Гамма Етнікі
Гамма Етнікі (грец. Γ΄ Εθνική) — четверта за рангом професійна футбольна ліга в Греції. У 2010—2013 роках турнір іменувався Футбольна ліга 2.

## Історія
Національний футбольний турнір Гамма Етнікі був започаткований 1965 року як аматорський чемпіонат. З 1983 року він став турніром, що проводиться серед професійних клубів. Хоча і не в буквальному розумінні, регіонально поділяється на Північну і Південну групи.

Логотип Футбольної ліги 2 (2010—2013)

3 серпня 2010 року було оголошено про заміну назви змагання на Футбольну лігу 2.
Починаючи з сезону 2013-14, футбольна ліга 2 об'єднується з четвертим дивізіоном чемпіонату (Дельта Етнікі) і перейменована знову в Гамма Етнікі. Оновлений дивізіон став проходити в шести групах, з клубами, розділеними за географічним критерієм з вильотом команд до аматорської ліги. Починаючи з сезону 2014-15 турнір став проходити в чотирьох групах з клубами, розділеними за географічним критерієм. Чемпіон кожної групи виходить до Футбольної ліги.

## Переможці

### З 1965 до 1983
| Сезон   | Переможець |
| ------- | --- |
| 1965-66 | Левадіакос, Ерготеліс, Етнікос Александруполі, Мегас Александрос Салоніки                                                                 |
| 1966-67 | Астерас Зографу, AEK Фалірон, Термаїкос, Ельпіда Драма                                                                                    |
| 1967-68 | Аргонафтіс Пірей, Мегас Александрос Салоніки                                                                                              |
| 1968-69 | Анагеннісі Арта, Анагеннісі Кардиця |
| 1969-70 | Пандрамаїкос, Аполлон Кріа Врісі, Кардиця, Панаспропіргіакос, Ахарнаїкос, Ерготеліс, Панаргіакос, Фенікс Поліохні, Аріс Айос Константінос |
| 1970-71 | Орестіс Орестіада, Науса, Орхомені, Руф, Орфей Егалео, Паніліакос                                                                         |
| 1971-72 | Анагеннісі Епаномі, Муданія, Тіва, Ілісіакос, Фівос Кремасті, Паннемеатікос                                                               |
| 1972-73 | Нестос Хрісопулі, Нікі Поліїрос, Ахіллеас Фарсала, ПАС Ламія 1964, Панетолікос, Панаркадіакос, Сірос, Олімпіакос Ліосія, Аполлон Мітилені |
| 1973-74 | Етнікос Сідірокастро, Козані, Македонікос, Дімітра Трикала, ФК Патри, Докса Віронас, Мосхато, Діагорас                                    |
| 1974-75 | Акрітес Сікіс, Кабаніакос Халастра, Рігас Ферреос Велестіно, Етнікос Астерас, Айос-Дімітріос, Амфіалі, Орфей Егалео                       |
| 1975-76 | Кілкісіакос, Аполлон Каламата, Етнікос Сідірокастро, Анагеннісі Арта, Нікі Волос, Паніліакос, Каллітея, Іродотос                          |
| 1976-77 | Македонікос, Едессаїкос, Тіелла Серрес, Елассона, Халкіда, Мессолонгі, Айос-Дімітріос, Іонікос                                            |
| 1977-78 | Анагеннісі Арта, Арханаїкос, Аннагенісі Янниця, Македонікос Сіатіста                                                                      |
| 1978-79 | Еордаїкос, Панеяліос, Візас, Пантракікос                                                                                                  |
| 1979-80 | Пієрікос, Халкіда, Аполлон Каламаріас, Діагорас                                                                                           |
| 1980-81 | Токсотіс Волос, Ахаїкі, Атромітос Пірей, Козані                                                                                           |
| 1981-82 | Паніліакос, Тіва, Флоріна, Александруполі, Іонікос, Еолікос, Левадіакос, Lagadas                                                          |

### З 1982
| Сезон   | Переможець                          |
| ------- | ----------------------------------- |
| 1982-83 | Едессаїкос                          |
| 1983-84 | Еолікос, Альмопос Арідея            |
| 1984-85 | Панетолікос, Кілкісіакос            |
| 1985-86 | Харавгіякос, Шкода Ксанті           |
| 1986-87 | Халкіда, Едессаїкос                 |
| 1987-88 | Атромітос, Македонікос              |
| 1988-89 | Едессаїкос                          |
| 1989-90 | Проодефтікі, Аннагенісі Янниця      |
| 1990-91 | Докса Віронас, Науса                |
| 1991-92 | Панетолікос, Понтії Верія           |
| 1992-93 | Каллітея, Анагеннісі Кардиця        |
| 1993-94 | Паніліакос, Пансерраїкос            |
| 1994-95 | Докса Віронас, Касторія             |
| 1995-96 | Панетолікос, Нікі Волос             |
| 1996-97 | Етнікос Астерас, Анагеннісі Кардиця |
| 1997-98 | Іалісос, ПАС Яніна                  |
| 1998-99 | Егалео, Олімпіакос Волос            |
| 1999-00 | Акратітос                           |
| 2000-01 | Панахаїкі                           |
| 2001-02 | Керкіра                             |
| 2002-03 | Посейдон Неї Порі                   |
| 2003-04 | Касторія                            |
| 2004-05 | Трасівулос, Верія                   |
| 2005-06 | Астерас Триполі, Агротікос Астерас  |
| 2006-07 | Айос-Дімітріос, Пієрікос            |
| 2007-08 | Діагорас, Кавала                    |
| 2008-09 | Іліуполі, Докса Драма               |
| 2009-10 | Каллітея, Верія                     |
| 2010-11 | Панахаїкі, Анагеннісі Епаномі       |
| 2011-12 | Аполлон Смірніс, Етнікос Газарос    |
| 2012-13 | Фостірас, Аполлон (Каламарія)       |

### З 2013 року
| Сезон   | Переможці                                                           |
| ------- | ------------------------------------------------------------------- |
| 2013-14 | Агротікас Астерас, Лариса, ПАС Ламія 1964, Ерміоніда, Трахонес, АЕК |
| 2014-15 | Пансерраїкос, Трикала, Панелефсініакос, Кіссамікос                  |
| 2015-16 | Аріс (Салоніки)                                                     |